# Чемпионат Европы по самбо 2004
XXIII Чемпионат Европы по самбо 2004 года прошёл 20-24 апреля в Шяуляе (Литва).

## Медалисты

### Мужчины
| Весовая категория | Золото                          | Серебро                       | Бронза                                                                          |
| ----------------- | ------------------------------- | ----------------------------- | ------------------------------------------------------------------------------- |
| до 52 кг          | Схатбий Альхаов · Россия        | Андрей Курлыпо · Беларусь     | Ушанги Кузанашвили · Грузия Эльчин Маилов · Азербайджан                         |
| до 57 кг          | Гела Бараташвили · Грузия       | Оганес Давтян · Армения       | Евгений Генов · Болгария Ильхам Маммадов · Азербайджан                          |
| до 62 кг          | Дмитрий Базылев · Беларусь      | Мамука Курдгелашвили · Грузия | Андрей Каштанов · Украина Дмитрий Нечаев · Россия                               |
| до 68 кг          | Мурат Псеунов · Россия          | Сехриман Агаев · Азербайджан  | Виктор Лопатин · Беларусь Дмитрий Бабийчук · Украина                            |
| до 74 кг          | Дмитрий Лебедев · Россия        | Стефан Шопов · Болгария       | Денис Калтанюк · Беларусь Арчил Чохели · Грузия                                 |
| до 82 кг          | Магомед Абдулганилов · Беларусь | Алексей Харитонов · Россия    | Николоз Библашвили · Грузия Эльхам Маммадов · Азербайджан                       |
| до 90 кг          | Руслан Задворный · Украина      | Аслан Унашхотлов · Россия     | Юрий Шулин · Латвия Юрий Сеножатский · Беларусь                                 |
| до 100 кг         | Руслан Гасымов · Россия         | Кирилл Воловик · Украина      | Владимир Старченцов · Молдова Михаил Апостолов · Болгария                       |
| свыше 100 кг      | Леонид Свирид · Беларусь        | Сурен Балачинский · Россия    | Звиад Чинчаладзе · Грузия Далиус Зулонас · Литва · (Дмитрий Селезень · Украина) |

### Женщины
| Весовая категория | Золото                      | Серебро                      | Бронза                                                      |
| ----------------- | --------------------------- | ---------------------------- | ----------------------------------------------------------- |
| до 48 кг          | Галина Жданова · Россия     | Ольга Лещенко · Беларусь     | Татьяна Тривич · Сербия и Черногория Ирина Жерхан · Молдова |
| до 52 кг          | Александра Дурнова · Россия | Марина Фадеева · Беларусь    | Мария Дель Мар · Испания Вера Пинчук · Украина              |
| до 56 кг          | Татьяна Жернякова · Россия  | Людмила Кристя · Молдова     | Анджела Пиам · Беларусь Элица Ражева · Болгария             |
| до 60 кг          | Анна Репида · Молдова       | Татьяна Андриянец · Беларусь | Арина Александрова · Россия Ольга Пинчук · Украина          |
| до 64 кг          | Надежда Покора · Украина    | Ева Климасаускене · Литва    | Алина Гейне · Молдова Наталья Мельникова · Россия           |
| до 68 кг          | Наталья Смаль · Украина     | Екатерина Гольберг · Россия  | Яна Драгун · Беларусь Абвин Еменец · Испания                |
| до 72 кг          | Наталья Оданик · Молдова    | Мария Митева · Болгария      | Ирина Васильева · Россия Ортега Лопес · Испания             |
| до 80 кг          | Оксана Обламская · Беларусь | Вероника Татару · Молдова    | Эльмира Викилова · Россия Мария Семенюк · Украина           |
| свыше 80 кг       | Ирина Родина · Россия       | Мейле Стоните · Литва        | Вита Придатко · Украина Ирина Йотковская · Беларусь         |

### Боевое самбо
| Весовая категория | Золото                        | Серебро                        | Бронза                                                |
| ----------------- | ----------------------------- | ------------------------------ | ----------------------------------------------------- |
| до 52 кг          | Сергей Подоляк · Украина      | Рамунас Будрекис · Литва       |                                                       |
| до 57 кг          | Сергей Доржитаров · Россия    | Андрей Узкий · Украина         | Донатас Карлонас · Литва                              |
| до 62 кг          | Игорь Сенерин · Украина       | Артемий Ситенков · Литва       | Вальдемарас Станкайтис · Литва Евгений Репин · Россия |
| до 68 кг          | Ахмед Мусаев · Россия         | Сергей Гречихо · Литва         | Вито Руссо · Франция Эгидиус Якубайтис · Литва        |
| до 74 кг          | Алексей Гагарин · Россия      | Павел Белоцерковский · Украина | Тобиас Кустер · Швеция Рафаэль Шмит · Франция         |
| до 82 кг          | Сергей Никитин · Россия       | Юрий Полипчук · Украина        | Дариус Станкевичюс · Литва Карим Хаммоути · Германия  |
| до 90 кг          | Алексей Веселовзоров · Россия | Вайдас Цепонис · Литва         | Константин Рыжков · Украина Блажек Лукас · Чехия      |
| до 100 кг         | Илья Смирнов · Россия         | Александр Титоренко · Украина  |                                                       |
| свыше 100 кг      | Олег Серучков · Россия        | Владас Шакалис · Литва         | Жан-Пьер Катотти · Франция                            |